# Cine de Grecia

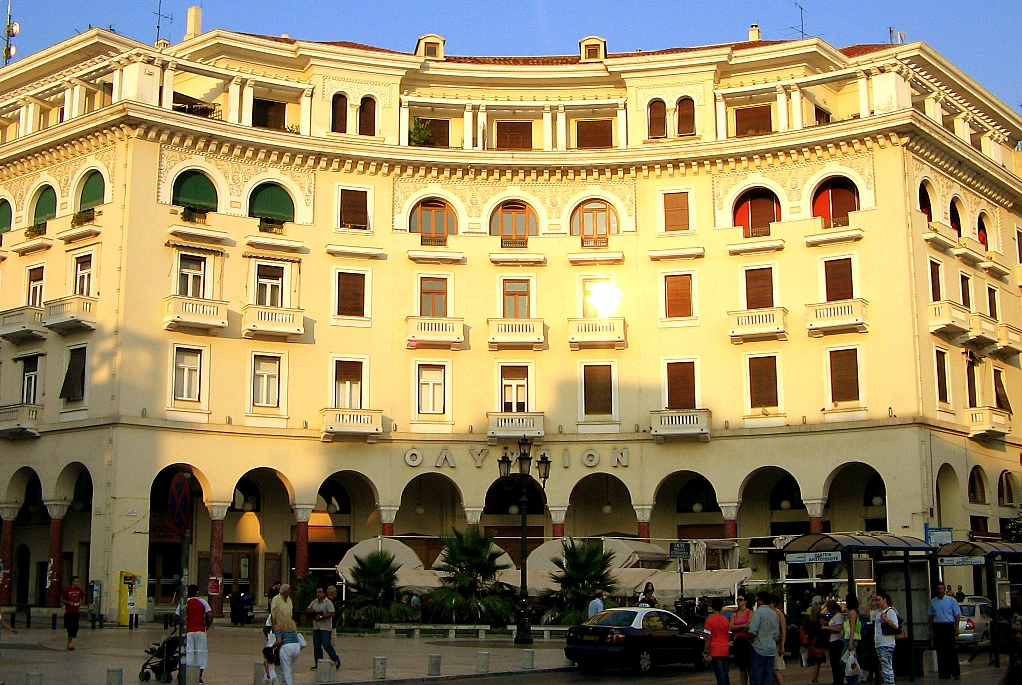
El cine Olympion, sede del Festival Internacional de Cine de Salónica.

El cine de Grecia tiene una larga y rica historia. Aunque limitada a veces por la guerra, la inestabilidad política y un gobierno griego hostil, la industria del cine griego domina el mercado interno y ha experimentado el éxito internacional. Las características del cine griego suelen incluir una trama dinámica, un fuerte desarrollo de los personajes y temas eróticos. Dos películas griegas, Desaparecido (1982) y La eternidad y un día (1998), han ganado la Palma de Oro en el Festival de Cine de Cannes. Cinco películas griegas han recibido nominaciones para el premio de la Academia a la mejor película en habla no inglesa.
Aunque el cine griego se remonta a la década de 1900, las primeras películas maduras no se produjeron hasta la década de 1920, después del final de la Guerra Greco-Turca. Los filmes durante este período, como Astero (1929) de Dimitris Gaziadis y Maria Pentagiotissa (1929) de Ahilleas Madras, consistieron en melodramas emocionales con abundantes elementos folclóricos. Dafnis y Cloe de Orestis Laskos (1931), una de las primeras películas griegas que fueron proyectadas en el extranjero, contenía la primera escena de desnudo voyeur en una película europea. Durante el régimen de Metaxas (1936-1941) y de la ocupación del Eje, la industria del cine griego no se sometió y se vio obligada a trasladarse al extranjero.
Después de la guerra civil griega, el cine heleno experimentó un renacimiento. Inspirado por el neorrealismo italiano, directores como Grigoris Grigoriou y Stelios Tatasopoulos crearon obras durante este período filmadas con actores no profesionales. Durante los años 1950 y 1960, el cine griego experimentó una edad de oro, a partir de Stella de Michael Cacoyannis (1955), que se proyectó en Cannes. La película de 1960 Nunca en domingo fue nominada a cinco premios de la Academia y su actriz principal, Melina Mercouri, ganó el premio a la mejor actriz en Cannes. Zorba el griego de Cacoyannis (1964) ganó tres premios de la Academia.
Las políticas de censura de la Junta de 1967 y el aumento de la competencia extranjera condujo a un declive del cine griego. Después de la restauración de la democracia a mediados de la década de 1970, la industria cinematográfica griega floreció de nuevo, dirigido por el director Theo Angelopoulos, cuyas películas acapararon varios premios internacionales. La deriva hacia el cine de autor, en la década de 1980, dio lugar, sin embargo, a una disminución de las audiencias. En la década de 1990, los cineastas griegos más jóvenes comenzaron a experimentar con motivos iconográficos. A pesar de los problemas de financiación creadas por la crisis financiera de finales de la década de 2000, películas griegas como Kynódontas (2009) de Yorgos Lanthimos y Attenberg (2010) de Athina Rachel Tsangari recibieron la aclamación crítica internacional.

## Películas notables
- 1914 Golfo, Konstadinos Bahatoris

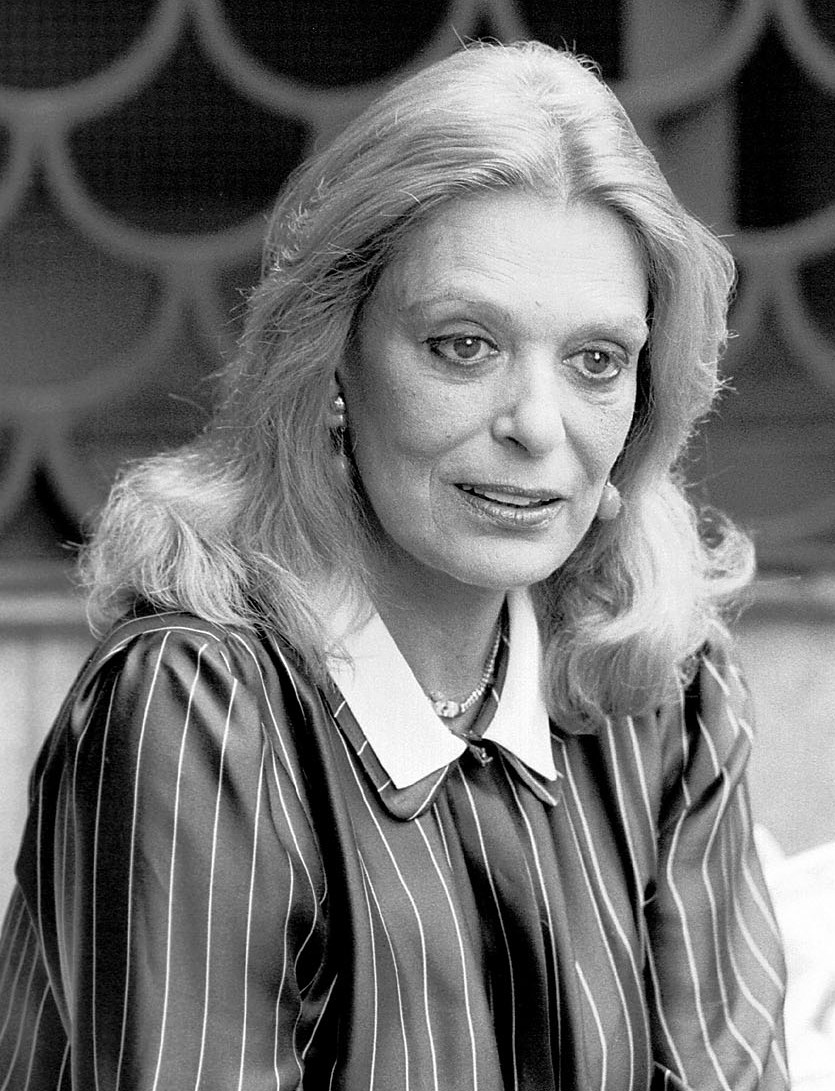
Melina Mercouri.

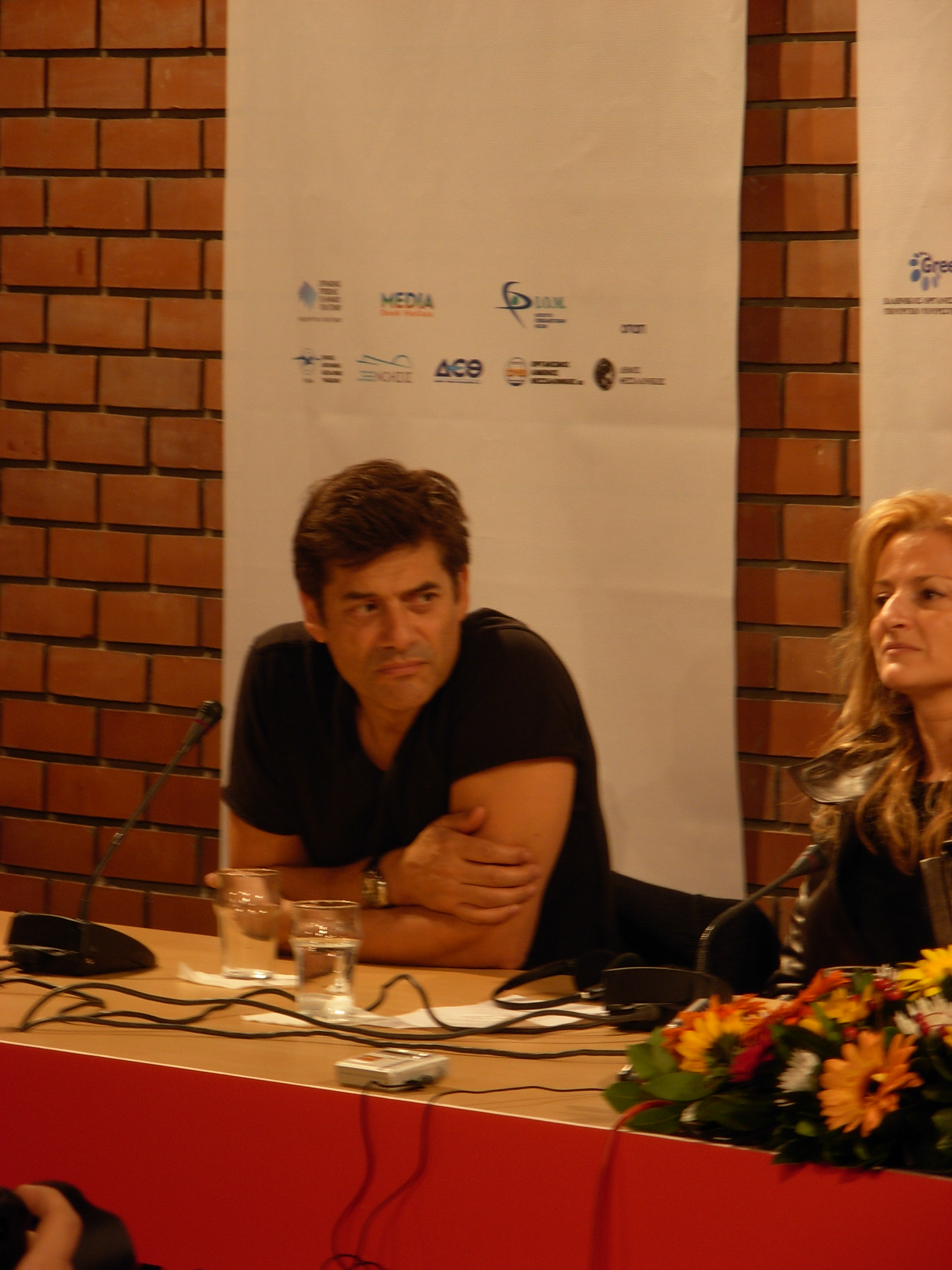
Georges Corraface, presidente del Festival Internacional de Cine de Salónica.

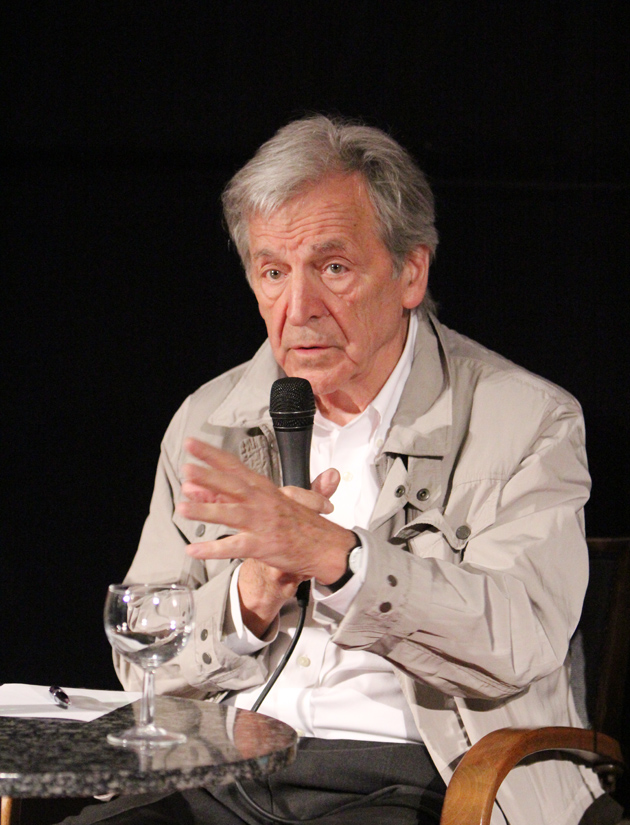
Costa-Gavras.

- 1927 Eros kai kymata, Dimitris Gaziadis
- 1929 Maria Pentagiotissa, Ahilleas Madras
- 1930 Oi Apahides ton Athinon, Dimitris Gaziadis
- 1931 Daphnis and Chloe, Orestis Laskos
- 1944 Hirokrotimata, George Tzavellas
- 1948 The Germans Strike Again, Alekos Sakellarios, con Vassilis Logothetidis
- 1950 O methystakas, George Tzavellas, con Orestis Makris
- 1951 Pikro Psomi, Grigoris Grigoriou
- 1954 Despoinis eton 39, Alekos Sakellarios
- 1955 Stella, Michael Cacoyannis, con Melina Mercouri
- 1955 Laterna, Ftoheia kai Filotimo, Alekos Sakellarios
- 1955 Istoria mias kalpikis liras, George Tzavellas
- 1956 Thanassakis o politevomenos, Alekos Sakellarios
- 1956 O Drakos, Nikos Koundouros, con Dinos Iliopoulos
- 1956 To Koritsi me ta mavra, Michael Cacoyannis, con Ellie Lambeti
- 1956 Protevousianikes peripeteies, Yiannis Petropoulakis, con Rena Vlachopoulou
- 1957 I theia ap' to Chicago, Alekos Sakellarios
- 1959 Astero, Dinos Dimopoulos
- 1959 Stournara 288, Dinos Dimopoulos
- 1960 Madalena, Dinos Dimopoulos, con Aliki Vougiouklaki
- 1960 Nunca en domingo, Jules Dassin
- 1960 Egklima sta paraskinia, Dinos Katsouridis
- 1961 Antígona, George Tzavellas
- 1962 Nomos 4000, Giannis Dalianidis
- 1962 Electra, Michael Cacoyannis
- 1963 Mikres Afrodites, Nikos Koundouros
- 1963 Ta Kokkina fanaria, Vasilis Georgiadis
- 1964 Zorba el griego, Michael Cacoyannis
- 1965 I de giní na fovítai ton ándra («Y la esposa deberá reverenciar a su marido»), George Tzavellas
- 1966 To Homa vaftike kokkino, Vasilis Georgiadis
- 1967 Oi kyries tis avlis, Dinos Dimopoulos
- 1968 Koritsia ston ilio, Vasilis Georgiadis
- 1970 Ipolochagos Natassa, Nikos Foscolos
- 1971 Ti ékanes ston polémo, Thanássi? («¿Qué hiciste en la guerra, Thanasi?»), Dinos Katsouridis, con Thanasis Veggos
- 1971 Evdokia, Alexis Damianos
- 1975 El viaje de los comediantes, Theo Angelopoulos
- 1976 Your Neighbor's Son
- 1977 Ifigenia, Michael Kakogiannis
- 1983 Rembetiko, Costas Ferris
- 1991 El paso suspendido de la cigüeña, Theo Angelopoulos, con Marcello Mastroianni
- 1995 La mirada de Ulises, Theo Angelopoulos
- 1998 La eternidad y un día, Theo Angelopoulos
- 1998 Safe Sex
- 2003 La sal de la vida
- 2004 Nyfes, Pantelis Voulgaris
- 2007 El Greco, Yannis Smaragdis
- 2009 Kynódontas, Yorgos Lanthimos
- 2010 Attenberg, Athina Rachel Tsangari
- 2011 Alps, Yorgos Lanthimos

## Estudios y distribuidoras

### Desaparecidas
- Athina Film
- Asty Films
- Dag Films
- Astra Film
- Hero Films (Ἡρώ)
- Acropolis Films
- Olympia Films
- Anzervos
- Parthenon Film
- Klak Film
- Martha Films
- Milas Film

### Actualmente
- Finos Film, fundados por Philopemen Finos
- Karagiannis Karatzopoulos
- Novak Films
- Madbox Entertainment
- Village Films Hellas  (filial griega de Village Roadshow)
- Cinegram
- Odeon Hellas
- Make a Movie in Greece - Media Productions
- CL productions
- Audiovisual (gran distribuidor)
- Karamanos Studios (los mayores estudios de Grecia)

### Productores
- Philopemen Finos
- Prodromos Meravidis
- Klearchos Konitsiotis

## Personalidades

### Directores
| - Theo Angelopoulos - Michael Cacoyannis - George Pan Cosmatos - Giannis Dalianidis - Alexis Damianos - Dinos Dimopoulos - Costas Ferris - Nikos Foscolos - Costa Gavras - Vasilis Georgiadis - Constantine Giannaris - Grigoris Grigoriou - Takis Kanellopoulos - Dinos Katsouridis - Kostas Karagiannis - Nikos Koundouros - Yorgos Lanthimos | - Orestis Laskos - Kostas Manoussakis - Nico Mastorakis - Prodromos Meravidis - Nikos Nikolaidis - Nikos Panagiotopoulos - Nikos Perakis - Vassilis Photopoulos - Maria Plyta - Alekos Sakellarios - Yannis Smaragdis - Athina Rachel Tsangari - Giorgos Tzavellas - Thanasis Veggos - Takis Vougiouklakis - Pantelis Voulgaris |  |

### Guionistas
- Nikos Foskolos
- Christos Giannakopoulos
- Iakovos Kambanelis
- Thanos Leivaditis
- Petros Markaris
- Dimitris Psathas
- Alekos Sakellarios
- Mimis Traiforos
- Nikos Tsiforos

### Actores
| - Alekos Alexandrakis - Cybele Andrianou - Vasilis Avlonitis - Andreas Barkoulis - Georges Corraface - Vasilis Diamantopoulos - Lavrentis Dianellos - Kostas Doukas - Christos Efthimiou - Petros Filipidis - Spiros Focás - Anna Fonsou - Mimis Fotopoulos - Giorgos Fountas - Giorgos Gavriilidis - Katerina Gogou - Costas Hajihristos - Dimitris Horn - Dinos Iliopoulos - Xenia Kalogeropoulou - Kostas Karras - Spiros Kalogirou - Martha Karagianni - Tzeni Karezi - Manos Katrakis - Tasso Kavadia - Kostas Kazakos - Giorgos Kimoulis - Harry Klynn - Lambros Konstantaras - Giorgos Konstantinou - Maro Kontou - Nikos Kourkoulos - Ellie Lambeti - Zoe Laskari - Stefanos Linaios - Ilya Livykou | - Vassilis Logothetidis - Orestis Makris - Melina Mercouri - Alexis Minotis - Sotiris Moustakas - Elena Nathanael - Marika Nezer - Sapfo Notara - Antonis Papadopoulos - Giannis Papadopoulos - Dimitris Papamichael - Irene Papas - Dionyssis Papayannopoulos - Katina Paxinou - Kostas Prekas - Vangelis Protopapas - Nikos Rizos - Georges Sari - Nikos Stavridis - Smaro Stefanidou - Stefanos Stratigos - Anna Synodinou - Christos Tsaganeas - Vasilis Tsivilikas - Alekos Tzanetakos - Nora Valsami - Titos Vandis - Georgia Vasiliadou - Aimilios Veakis - Thanasis Veggos - Sofia Vembo - Rena Vlahopoulou - Giannis Voglis - Aliki Vougiouklaki - Kostas Voutsas - Eleni Zafeiriou - Pantelis Zervos |  |

### Directores de fotografía
- Giorgos Arvanitis
- Kostas Margaritis
- Andreas Sinanos

### Escenográficos
- Giorgos Anemogiannis
- Marios Angelopoulos
- Vassilis Photopoulos
- Yannis Tsarouchis

### Compositores de bandas sonoras

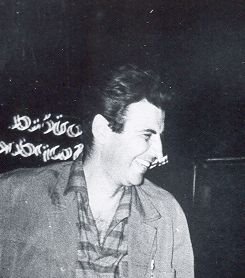
Mikis Theodorakis.

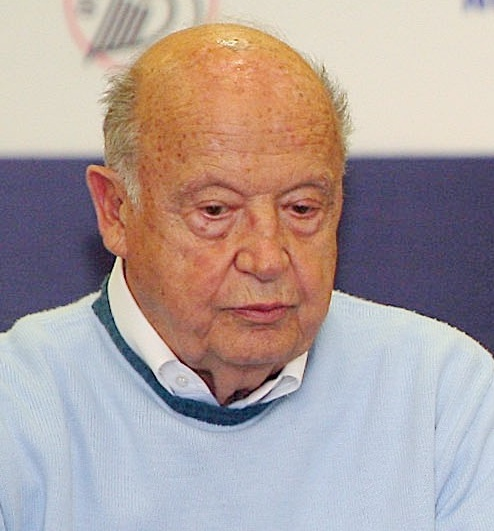
Mimis Plessas.

- Basil Poledouris - helenoestadounidense
- Kostas Giannidis
- Manos Hatzidakis
- Kostas Kapnisis
- Eleni Karaindrou
- Giorgos Katsaros
- Loukianos Kelaidonis
- Manos Loïzos
- Yannis Markopoulos
- Takis Morakis
- Giorgos Mouzakis
- Vangelis Papathanassiou
- Mimis Plessas
- Michalis Souyioul
- Stamatis Spanoudakis
- Mikis Theodorakis
- Stavros Xarchakos